# 中植企業集團

中植企业集团（英語：Zhongzhi Enterprise Group）是中国一家资产管理公司（影子銀行），由解直錕创建于1995年，集团总部位于北京。
「中植系」旗下總資產規模一度超過人民幣1兆元，橫跨了金融投資、併購、財富管理與新金融等業務領域，旗下核心金融平台有中融信託、恒天財富、新湖財富、大唐財富、高晟財富，其中恆天財富規模曾破萬億，另外還有726億人民幣規模的公募中融基金以及數百家的私募基金。
解直錕有一個在中國「國家錢袋子」之稱的中央匯金擔任總經理的哥哥解植春，當時兩人一個在體制內一個在體制外，被譽為中國的「資本雙雄」，儘管解直錕不斷強調他所掌控的中植系與哥哥解植春曾任職的「光大系」、「匯金系」沒有關連，但在當時仍有不少人將解氏兄弟兩人在中國金融圈中的成就與作為拿來比較與聯想。

## 企業歷史
1995年，解直錕成立黑龙江中植企业集团公司，注册资本总额为5000万元人民币。
1999年，中植企业集团進行股份制改造，成立中植企业集团有限公司。
2002年，中植集團聯合哈爾濱市國資委、黑龍江省牡丹江新材料科技股份有限公司和哈爾濱宏達建設發展有限公司等五家企業，共同出資重組中融信託（前身為哈爾濱信託投資公司，成立於1987年）
2021年12月18日，中植企業集團發出訃告表示，「中植系」實控人解直錕於同日上午9時40分在北京猝然離世，享壽60歲。
後來中植企業集團向法院申請破產。2024年1月5日，北京市第一中级人民法院宣布受理此案。